# Michael Porseryd
Rolf Michael Porseryd, född 2 april 1966, är en svensk mediechef som var verkställande direktör för SF Studios från 2016 till 2023.

## Karriär
Porseryd studerade till civilekonom vid Linköpings universitet och tog examen 1993.
Han kom till Modern Times Group 1994 som trainee i London. År 1998 tillträdde han som vd för ZTV efter att tidigare ha arbetat med kanalens programverksamhet.
Efter att MTG köpt aktiemajoriteten i TV8 lämnade delägaren och VD:n Hans Linder sitt uppdrag. Porseryd efterträdde honom i oktober 1999, men var även fortsatt VD för ZTV.
Porseryd blev även chef för affärsområdet MTG Publishing, där främst Finanstidningen ingick. När MTG köpte Finanstidningens konkurrent Vision 2002 fortsatte Porseryd först som vd, med denna post övertogs snart av Peppe Engberg senare samma år. År 2003 lämnade han VD-uppdraget för TV8 för att fokusera på ZTV.
År 2004 lämnade han MTG för att bli Sverigechef vid Mediaedge CIA. Redan nästa år återkom han till TV-branschen för en ledande post inom Metronome Film & Television. Han blev sedermera vice vd, men lämnade Metronome 2009.
Istället värvades han av konkurrenten Endemol nästa år för att bli VD för företagets nordiska verksamhet. Han fanns kvar på Endemol fram till 2015 när Endemols nordiska verksamheter slogs ihop med Shine Nordics (tidigare Metronome).
I mars 2016 rekryterades Porseryd till VD för Flow Network.
Han lämnade Flow Network i september 2016 då han blev utsedd till VD för filmbolaget SF Studios. Han blev 2020 utnämnd av Variety till en av världens 500 mest inflytelserika personer inom medie- och underhållningsindustrin. I januari 2023 meddelades det att Porseryd och SF Studios kommit överens om att han skulle lämna företaget.

## Källhänvisningar
1. ↑  LiU-magasin Arkiverad 5 september 2016 hämtat från the Wayback Machine., nr 2, 2007
2. 1 2  MTG's nya ledning presenteras, Modern Times Group, 3 oktober 2000
3. ↑  ZTV backar – gör fler egna program, Svenska Dagbladet, 16 juni 1998
4. ↑  Det blir Toppen i Sveriges för ZTV, Svenska Dagbladet, 28 augusti 1998
5. ↑  3 minuter med... Michael Porseryd, Dagens Industri, 19 januari 2000
6. ↑  MTG köper Vision, Resumé, 31 januari 2002
7. ↑  Peppe Engberg ny chef på MTG Publishing, Dagens Media, 24 maj 2002
8. ↑  http://www.resume.se/nyheter/artiklar/2003/09/10/programledare-tar-over-som-vd-pa-tv8/
9. ↑  Porseryd tar över Mediaedge:Cia, Resumé, 28 maj 2004
10. ↑  http://www.resume.se/nyheter/artiklar/2005/10/13/michael-porseryd-till-metronome/
11. ↑  http://www.resume.se/nyheter/artiklar/2009/06/25/porseryd-lamnar-metronome/
12. ↑  http://www.resume.se/nyheter/artiklar/2010/07/01/endemol-varvar-porseryd/
13. ↑  http://www.resume.se/nyheter/artiklar/2015/03/04/sa-gar-shine-och-endemol-ihop-i-norden/
14. ↑  Flow Network tar in 15 miljoner kronor - får äntligen ny vd på plats, Breakit, 21 mars 2016
15. ↑  Ny vd på SF Studios Arkiverad 27 augusti 2020 hämtat från the Wayback Machine., Bonnier, 30 september 2016
16. ↑  Michael Porseryd utsedd till ny vd på SF Studios, Svensk Filmindustri, 30 september 2016
17. ↑  Spotifygrundare en av världens mäktigaste, Svenska Dagbladet, 13 februari 2020
18. ↑  Tidningen Variety utnämner Michael Porseryd, VD SF Studios, till en av världens mest inflytelserika personer inom medie- och underhållningsindustrin, Zap PR/SF Studios, 13 februari 2020
19. ↑  Michael Porseryd lämnar som VD för SF Studios, SF Studios, 19 januari 2023
20. ↑  Michael Porseryd Exits as CEO of ‘A Man Called Otto’ Producer SF Studios, Variety, 19 januari 2023